# Pouilly-lès-Feurs
Pour les articles homonymes, voir Pouilly.
Pouilly-lès-Feurs est une commune française située dans le département de la Loire en région Auvergne-Rhône-Alpes.

## Géographie
Pouilly-lès-Feurs fait partie du Forez, situé a 5 km de Feurs et 35 km de Saint-Étienne et 80 km de Lyon.
| Balbigny             | Néronde           | Bussières       |
| Épercieux-Saint-Paul | Pouilly-lès-Feurs | Rozier-en-Donzy |
|                      | Civens            |                 |

### Climat
Pour des articles plus généraux, voir Climat d'Auvergne-Rhône-Alpes et Climat de la Loire.
En 2010, le climat de la commune est de type climat océanique dégradé des plaines du Centre et du Nord, selon une étude du Centre national de la recherche scientifique s'appuyant sur une série de données couvrant la période 1971-2000. En 2020, Météo-France publie une typologie des climats de la France métropolitaine dans laquelle la commune est exposée à un climat de montagne ou de marges de montagne et est dans la région climatique Nord-est du Massif Central, caractérisée par une pluviométrie annuelle de 800 à 1 200 mm, bien répartie dans l’année.
Pour la période 1971-2000, la température annuelle moyenne est de 10,6 °C, avec une amplitude thermique annuelle de 16,7 °C. Le cumul annuel moyen de précipitations est de 736 mm, avec 8,7 jours de précipitations en janvier et 6,9 jours en juillet. Pour la période 1991-2020, la température moyenne annuelle observée sur la station météorologique de Météo-France la plus proche, « Feurs », sur la commune de Feurs à 6 km à vol d'oiseau, est de 12,1 °C et le cumul annuel moyen de précipitations est de 650,3 mm,. Pour l'avenir, les paramètres climatiques de la commune estimés pour 2050 selon différents scénarios d'émission de gaz à effet de serre sont consultables sur un site dédié publié par Météo-France en novembre 2022.

## Urbanisme

### Typologie
Au 1er janvier 2024, Pouilly-lès-Feurs est catégorisée bourg rural, selon la nouvelle grille communale de densité à sept niveaux définie par l'Insee en 2022.
Elle est située hors unité urbaine. Par ailleurs la commune fait partie de l'aire d'attraction de Feurs, dont elle est une commune de la couronne,. Cette aire, qui regroupe 16 communes, est catégorisée dans les aires de moins de 50 000 habitants,.

### Occupation des sols
L'occupation des sols de la commune, telle qu'elle ressort de la base de données européenne d’occupation biophysique des sols Corine Land Cover (CLC), est marquée par l'importance des territoires agricoles (73,7 % en 2018), en diminution par rapport à 1990 (76,9 %). La répartition détaillée en 2018 est la suivante : 
prairies (52,8 %), forêts (20,3 %), zones agricoles hétérogènes (13,5 %), terres arables (7,4 %), zones urbanisées (6 %). L'évolution de l’occupation des sols de la commune et de ses infrastructures peut être observée sur les différentes représentations cartographiques du territoire : la carte de Cassini (XVIIIe siècle), la carte d'état-major (1820-1866) et les cartes ou photos aériennes de l'IGN pour la période actuelle (1950 à aujourd'hui).

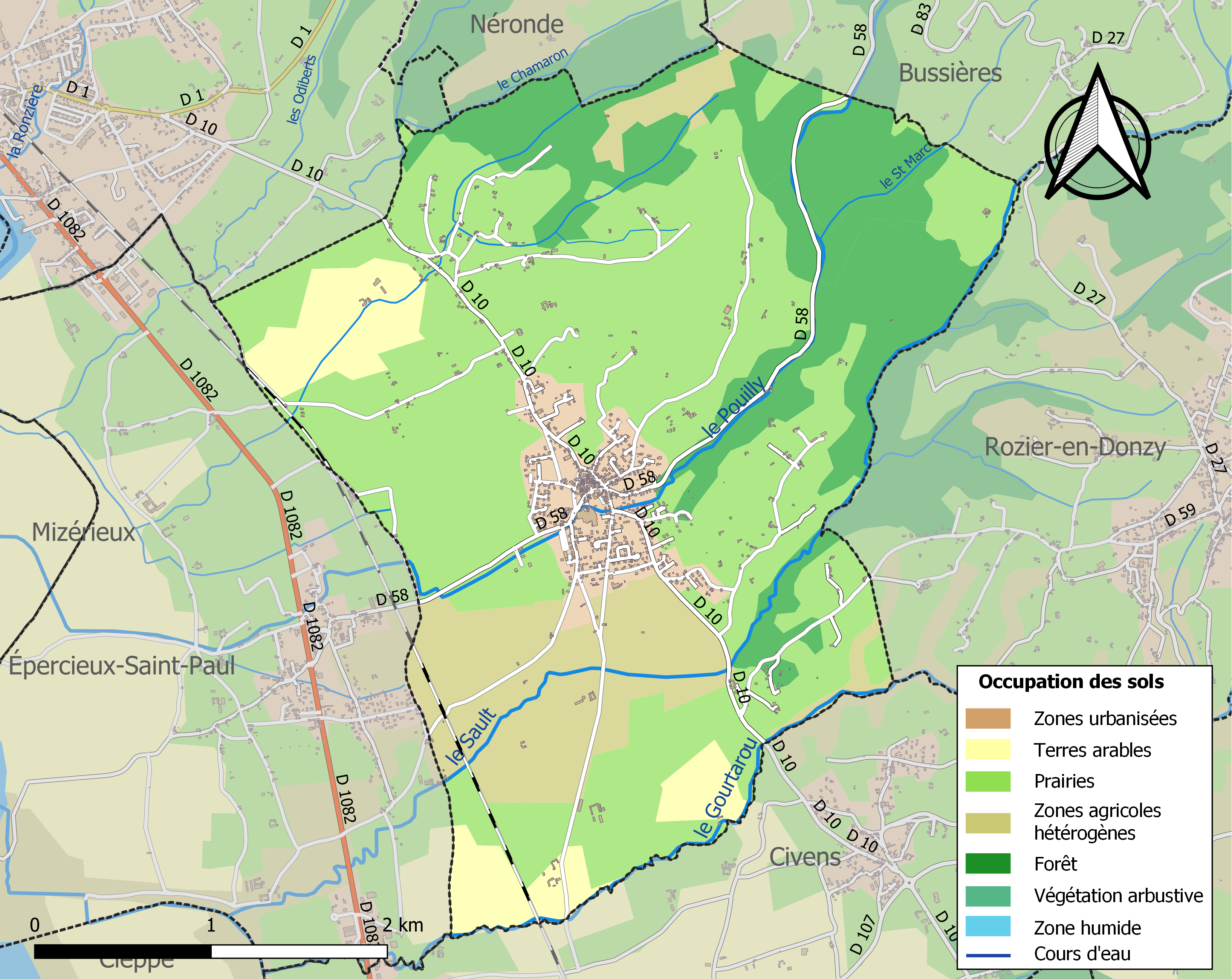
Carte des infrastructures et de l'occupation des sols de la commune en 2018 (CLC).

## Toponymie
Le toponyme « Pouilly » fait référence à l'une des tribus rustiques de Rome Pollia à laquelle les enfants de légionnaires, nés dans les provinces de l’Empire, appartenaient par le droit du sol.

## Histoire

### Antiquité
Vestiges ségusiaves..[réf. nécessaire]
À partir de 1945, M. Tissot a trouvé près de la chapelle Saint-Benoit sept pièces romaines assez bien conservées, à environ 30 à 35 cm de profondeur : 
un as d'Auguste daté entre 2 av. J.C. et 14 ou 15 après J.C., atelier de Nîmes ; 
un as d'Auguste, posthume car daté entre 22 ou 23 et 30 ap. J.C. ;
un as de Claude daté 41 ap. J.C., atelier de Rome ; 
un as de Vespasien daté ente 70 et 76 ap. J.C., atelier de Rome ;
une sesterce de Trajan datée entre 103 et 111 ap. J.C., atelier de Rome ;
une sesterce de Sabile (la femme d'Hadrien, morte en 138) datée entre 128 et 136 ap. J.C., atelier de Rome ; et
une sesterce de Lucilla (fille de Marc Aurèle et femme de Lucius Verus) datée 161 et 164 ap. J.C., atelier de Rome.
B. Rémy mentionne aussi plusieurs endroits de la commune ayant livré des vestiges gallo-romains : dans le village même (substructions en petit appareil, canalisations d'eau en céramique, sol dallé), près du ruisseau de Sault (tuiles, briques, céramique) et au moulin Robert (imbrex, tuiles, briques, tuyauterie ; une partie de ces trouvailles est au musée de Feurs).

### Moyen-Âge
- Prieuré clunisien fondé en 966.[réf. nécessaire]
- Fortification du bourg aux alentours du prieuré au XVe siècle.[réf. nécessaire]

Selon Rémy, la chapelle Saint-Benoit (sur la D10 au sud-est du bourg) n'apparaît qu'au XVIII, sur la carte de Cassini, ; mais Thiollier la date du XVIIe siècle.

## Blasonnement
|  | Les armoiries de Pouilly-lès-Feurs se blasonnent ainsi : Coupé: au 1er parti au I de gueules au dauphin d’or, au II de gueules à la crosse d’or mouvant de la partition, au 2e de sinople à la porte de ville adextrée d’une tour, le tout crénelé d’argent, ouvert et ajouré du champ ; aux deux filets ondés brochant sur la partition. |

## Politique et administration
| Période                                  | Période       | Identité           | Étiquette | Qualité                                              |
| ---------------------------------------- | ------------- | ------------------ | --------- | ---------------------------------------------------- |
| Les données manquantes sont à compléter. |               |                    |           |                                                      |
| 1956                                     | 1972          | Paul Villié        |           |                                                      |
| 1972                                     | 1983          | Jean Garel         |           |                                                      |
| Mars 1983                                | Novembre 2006 | Jean-Claude Frécon | PS        | Conseiller général (1979-2003), Sénateur (2001-2016) |
| Novembre 2006                            | Avril 2020    | Brigitte Bratko    | DVD       |                                                      |

## Démographie
L'évolution du nombre d'habitants est connue à travers les recensements de la population effectués dans la commune depuis 1793. Pour les communes de moins de 10 000 habitants, une enquête de recensement portant sur toute la population est réalisée tous les cinq ans, les populations de référence des années intermédiaires étant quant à elles estimées par interpolation ou extrapolation. Pour la commune, le premier recensement exhaustif entrant dans le cadre du nouveau dispositif a été réalisé en 2004.

En 2022, la commune comptait 1 197 habitants, en évolution de −4,77 % par rapport à 2016 (Loire : +1,32 %, France hors Mayotte : +2,11 %).
| 1793 | 1800  | 1806 | 1821  | 1831  | 1836  | 1841  | 1846  | 1851  |
| ---- | ----- | ---- | ----- | ----- | ----- | ----- | ----- | ----- |
| 900  | 1 006 | 968  | 1 127 | 1 140 | 1 152 | 1 184 | 1 220 | 1 147 |

| 1856  | 1861  | 1866  | 1872  | 1876  | 1881  | 1886  | 1891  | 1896  |
| ----- | ----- | ----- | ----- | ----- | ----- | ----- | ----- | ----- |
| 1 177 | 1 200 | 1 233 | 1 205 | 1 245 | 1 143 | 1 157 | 1 159 | 1 125 |

| 1901  | 1906  | 1911 | 1921 | 1926 | 1931 | 1936 | 1946 | 1954 |
| ----- | ----- | ---- | ---- | ---- | ---- | ---- | ---- | ---- |
| 1 100 | 1 055 | 974  | 801  | 805  | 788  | 772  | 695  | 715  |

| 1962 | 1968 | 1975 | 1982 | 1990  | 1999 | 2004  | 2006  | 2009  |
| ---- | ---- | ---- | ---- | ----- | ---- | ----- | ----- | ----- |
| 719  | 842  | 842  | 953  | 1 021 | 989  | 1 010 | 1 031 | 1 150 |

| 2014  | 2019  | 2022  | - | - | - | - | - | - |
| ----- | ----- | ----- | - | - | - | - | - | - |
| 1 239 | 1 202 | 1 197 | - | - | - | - | - | - |

## Lieux et monuments

### Architecture civile
- Remparts du XVe siècle
  - 9 tours
  - 2 portes

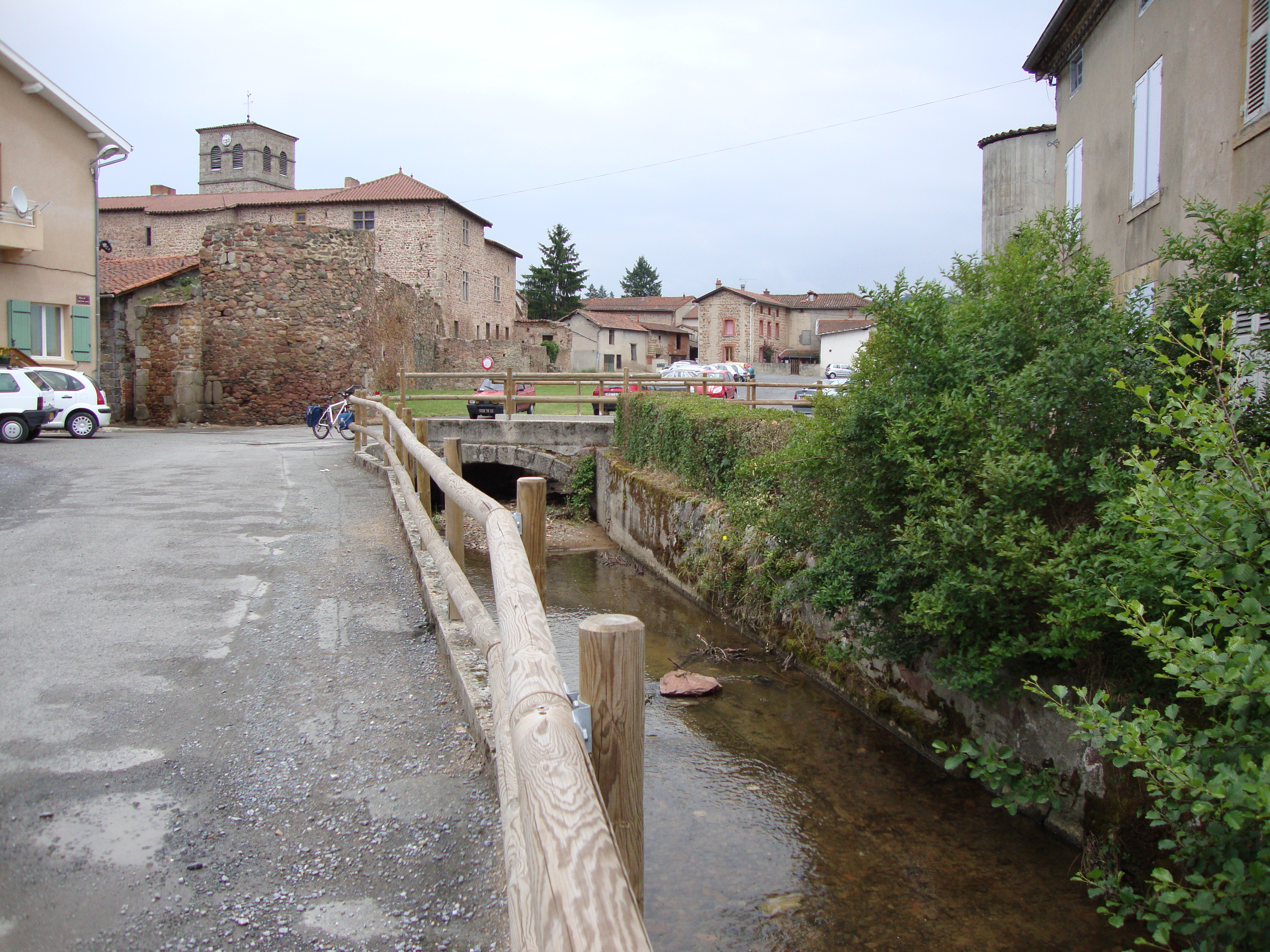
Quai de la Vesne, un tour des remparts et au fond le prieuré.

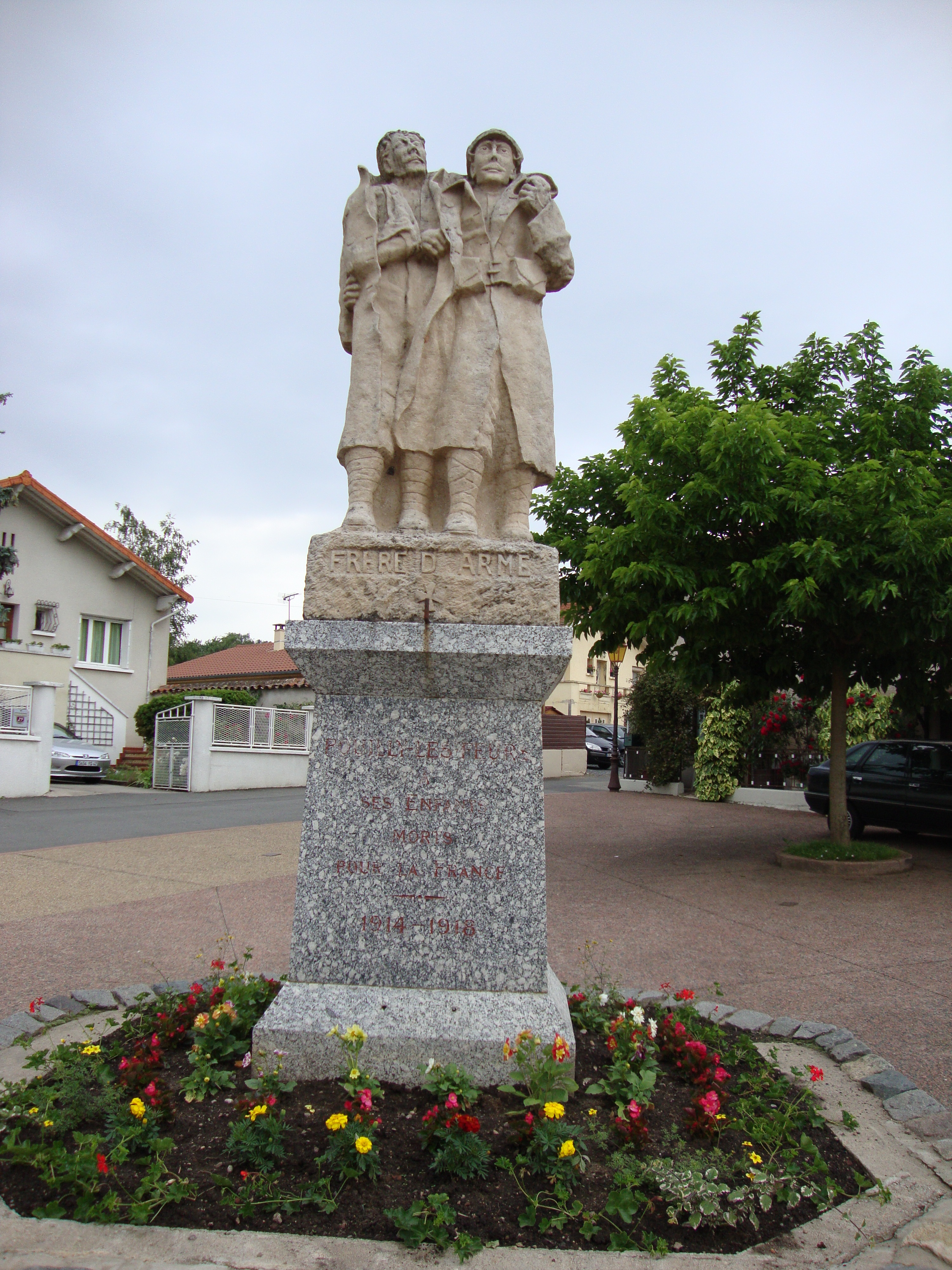
Monument aux morts.

- Prieuré clunisien fondé en 966 et dont l'architecture actuelle a été réalisée entre le XIIe et le XVe siècle
  - rempart
  - tour attenante
  - salle de la justice
  - cachots
  - 3 salles avec grandes cheminées de pierre
- Ancien château de Pravieux du XVIe siècle (Renaissance)
  - pavillon du XVIIe siècle
  - porte armoriée du XVe siècle
  - fresques galantes du XVIe siècle
- Château de Pravieux du XVIe siècle
- Maison de Villié
  - cheminée Renaissance
- Château de La Boérie du XVIIIe siècle
- Manoir du XVIe siècle à La Thuilière
- Château des Chassaings

### Architecture religieuse
- Église romane Saint-Pierre des XIe et XIIe siècles rattachée au prieuré. L'édifice a été classé au titre des monuments historiques en 1911[27].
  - gros clocher carré
  - façade à colonnes polygonales à chapiteaux ornés
  - chapiteaux historiés, reliquaire du XIVe siècle
  - bénitier aux lions du XVIe siècle
  - croix processionnelle du XVIIe siècle
  - fonts baptismaux Restauration
- Chapelle Saint-Benoît du XVIe siècle : pèlerinage
- Chapelle des Odiberts
- Ermitage Saint-Marc
- Croix de grès du XVIe siècle (route d'Épercieux-Saint-Paul)

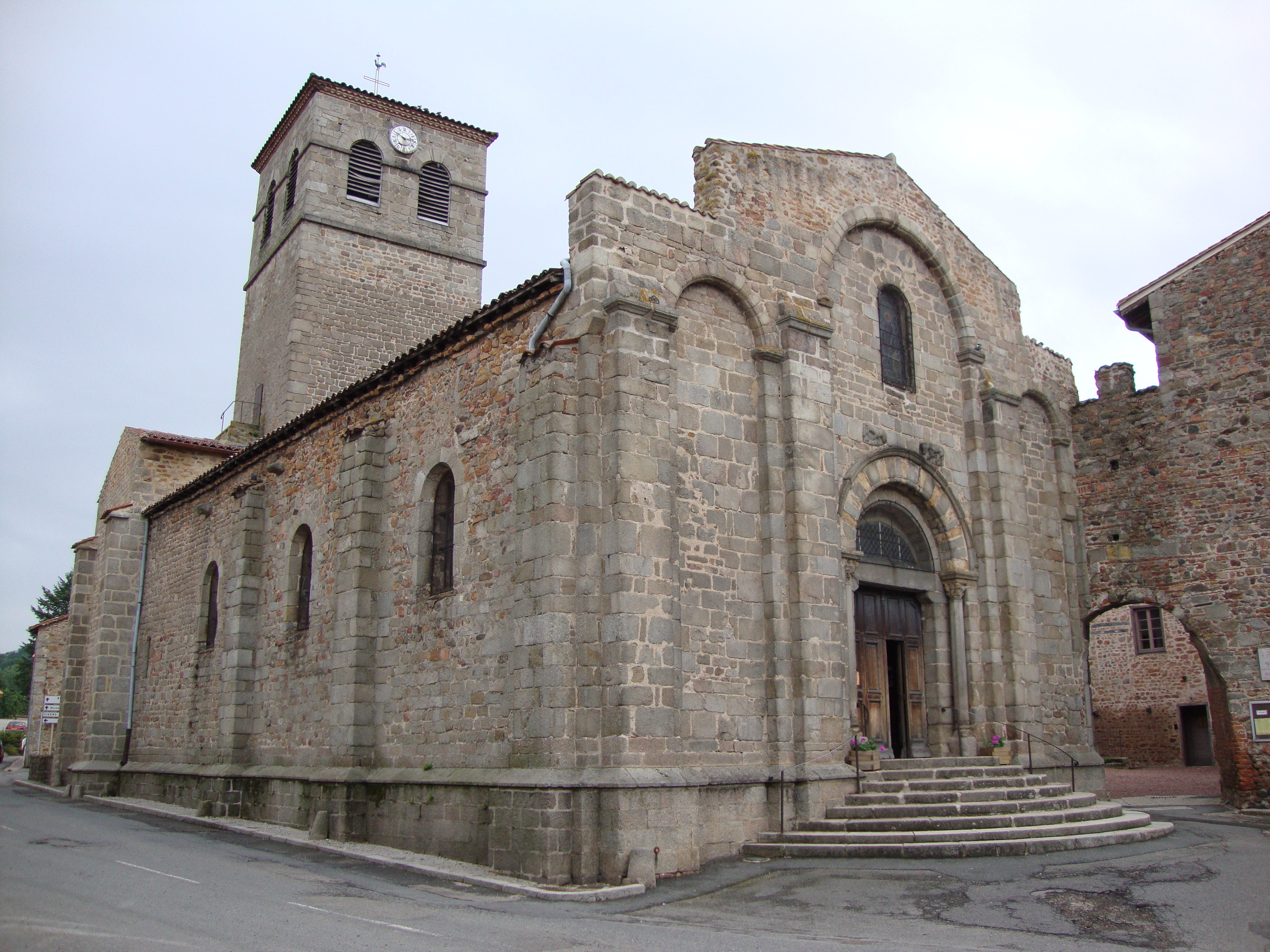
Prieuré, l'eglise Saint-Pierre, extérieur.
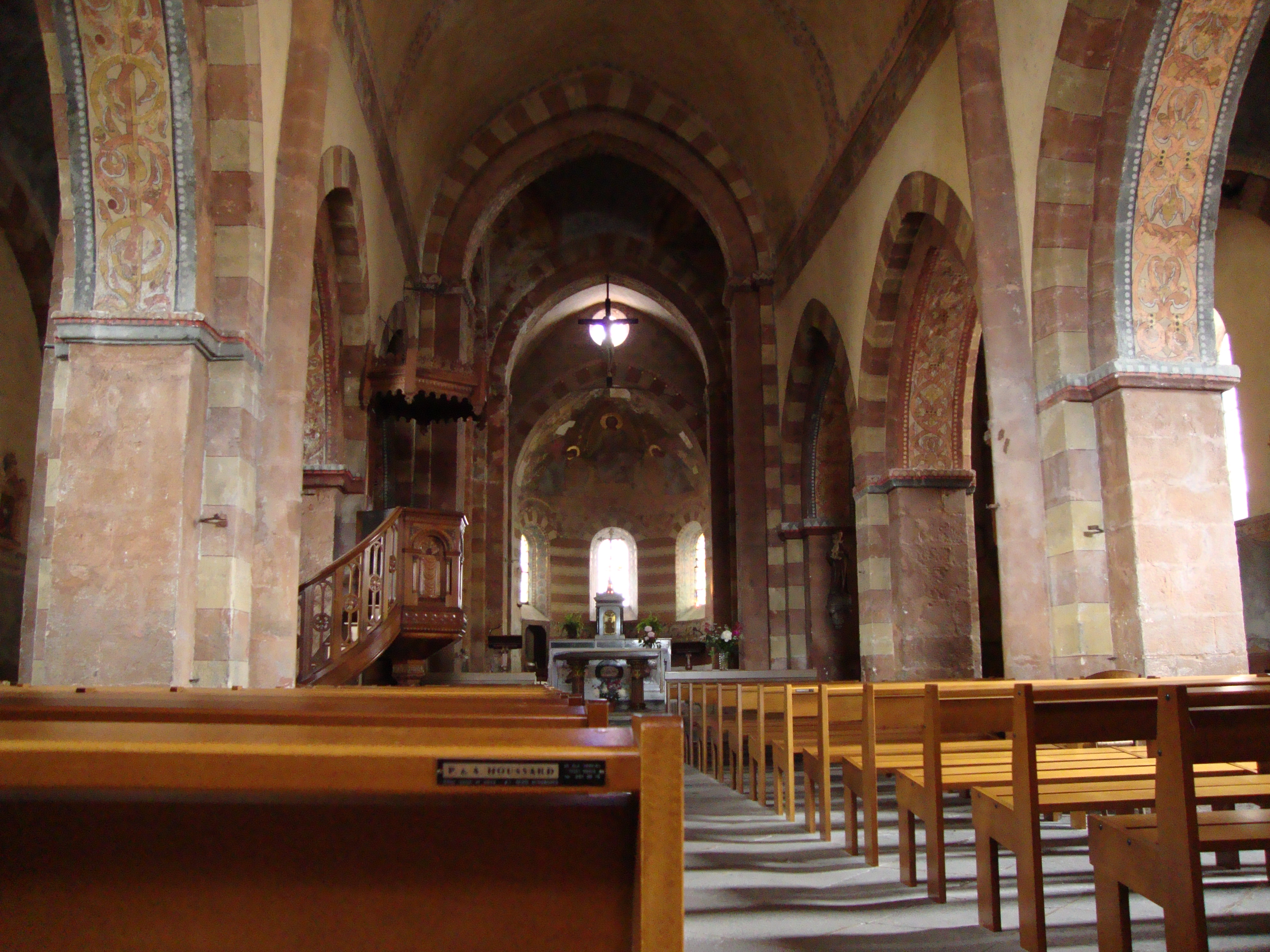
Prieuré, l’église Saint-Pierre, intérieur
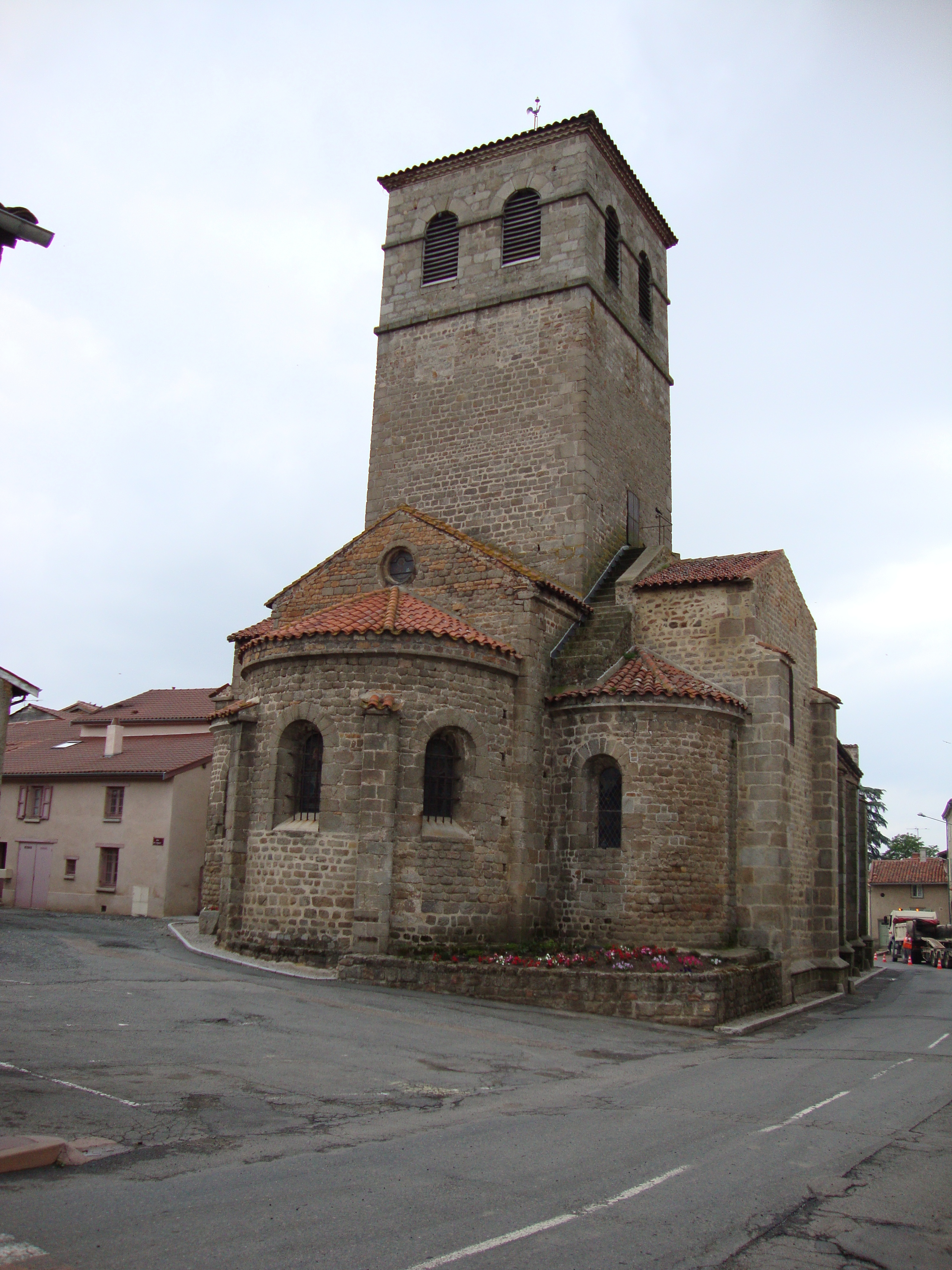
Prieuré, l’église Saint-Pierre, chevet et tour.
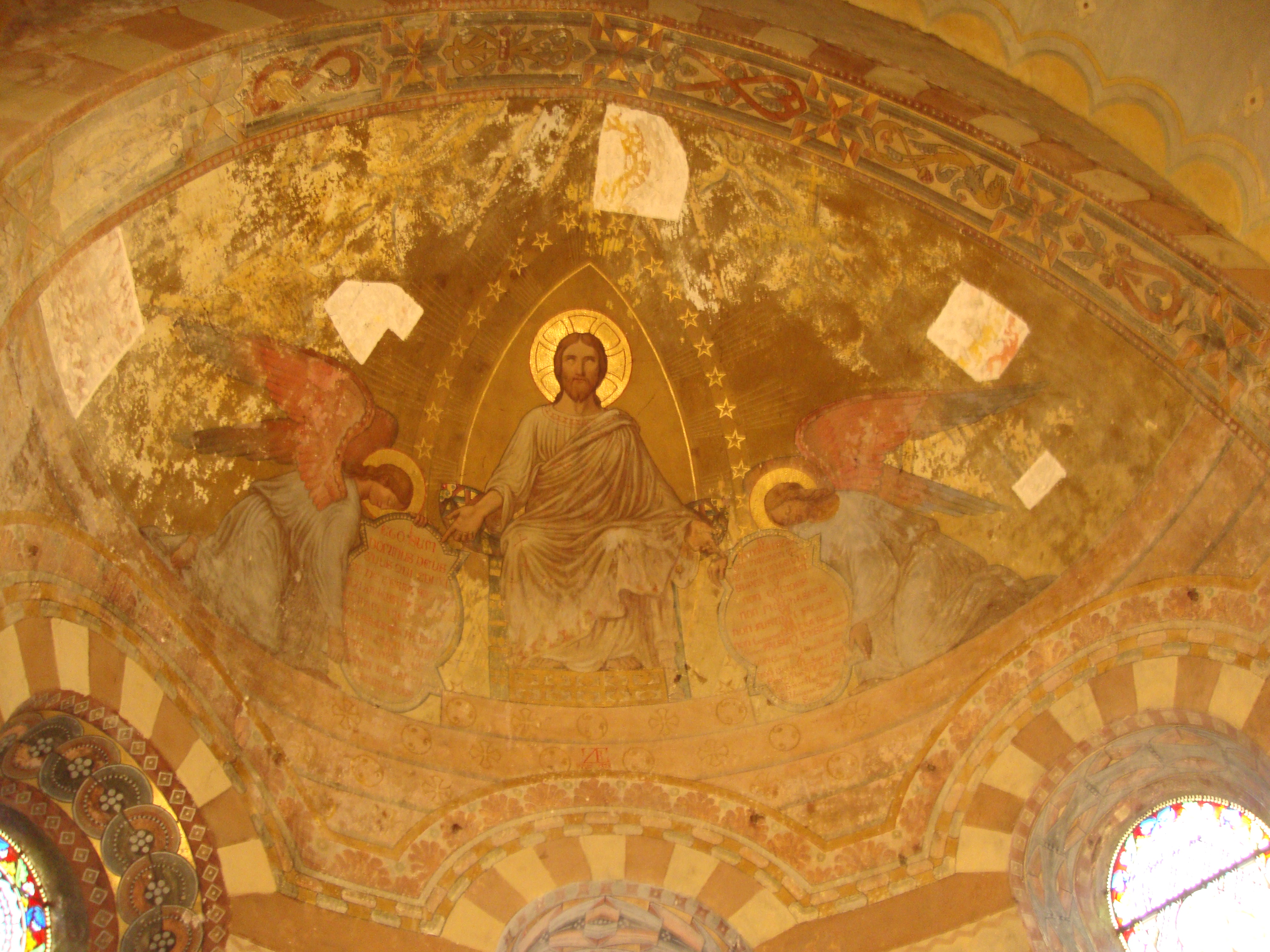
Prieuré, l’église Saint-Pierre, plafond peint.

## Culture
Tous les ans, s'y tient le Festival du Rempart qui a vu passer des artistes comme Amélie les crayons ou encore Pierpoljak.
En parallèle, les Tremplins du Rempart mettent en avant les groupes phares de la scène régionale.
En 2006 c'est le groupe rock Jack Sparrow qui remporte le tremplin et se voit donc offrir une place lors de l'édition 2007 du festival.